# Stan Quackenbush
Pour les articles homonymes, voir Quackenbush.
Stanley "Stan" Quackenbush est un animateur américain ayant travaillé entre autres pour les studios Disney.

## Filmographie
- 1937 : Le Vieux Moulin
- 1937 : Blanche-Neige et les Sept Nains
- 1938 : Au pays des étoiles
- 1938 : Ferdinand le taureau
- 1939 : Le Vilain Petit Canard
- 1939 : Gulliver's Travels
- 1940 : Snubbed by a Snob
- 1941 : Douce et Criquet s'aimaient d'amour tendre